# Zamir White
Zamir White, soprannominato Zeus (Laurinburg, 18 settembre 1999), è un giocatore di football americano statunitense che milita nel ruolo di running back per i Las Vegas Raiders della National Football League (NFL). Al college ha giocato per l'Università della Georgia.

## Carriera universitaria
Cresciuto a Laurinburg, in North Carolina, White ha cominciato a giocare a football alla Scotland High School e nel 2017 gli è stato riconosciuto il Sam B. Nicola Award come miglior giocatore nazionale dell'anno delle scuole superiori, prima di riportare un infortunio al legamento crociato anteriore.
Considerato tra i migliori cinque prospetti nel ruolo di running back, nel 2018 White scelse di iscriversi all'Università della Georgia, scartando le offerte di Alabama, Clemson, North Carolina e Ohio State, andando a giocare con i Bulldogs impegnati nella Southern Conference (SEC) della Divisione I della Football Bowl Subdivision (FBS) della NCAA.
A causa di un nuovo infortunio al legamento crociato anteriore rimediato durante la fase preparatoria estiva, White passò la prima stagione come redshirt (poteva cioè allenarsi con la squadra ma non scendere in campo) per il suo primo anno e iniziò la sua effettiva carriera universitaria di atleta dalla stagione 2019 in cui fece registrare complessivamente 78 corse per 408 yard e 3 touchdown, più 2 ricezioni per 20 yard.
Sia nella stagione 2020, accorciata a causa della pandemia da COVID-19, che in quella 2021 White è risultato il miglior running back dei Bulldogs. Nell'ultima annata ha conquistato il campionato NCAA.
| Stagione | Stagione | Stagione   | Stagione   | Stagione | Stagione | Corse    | Corse    | Corse    | Corse    | Corse    | Ricezioni | Ricezioni | Ricezioni | Ricezioni | Ricezioni |
| Anno     | Squadra  | Campionato | Conference | P        | PT       | Att      | Yard     | TD       | Lung     | Media    | Ric       | Yard      | TD        | Lung      | Media     |
| -------- | -------- | ---------- | ---------- | -------- | -------- | -------- | -------- | -------- | -------- | -------- | --------- | --------- | --------- | --------- | --------- |
| 2018     | Georgia  | FBS Div. I | SEC        | Redshirt | Redshirt | Redshirt | Redshirt | Redshirt | Redshirt | Redshirt | Redshirt  | Redshirt  | Redshirt  | Redshirt  | Redshirt  |
| 2019     | Georgia  | FBS Div. I | SEC        | 13       | 13       | 78       | 408      | 3        | 29       | 5,2      | 2         | 20        | 0         | 15        | 10,0      |
| 2020     | Georgia  | FBS Div. I | SEC        | 10       | 10       | 144      | 779      | 11       | 75       | 5,4      | 6         | 37        | 0         | 10        | 6,2       |
| 2021     | Georgia  | FBS Div. I | SEC        | 15       | 15       | 160      | 856      | 11       | 42       | 5,4      | 9         | 75        | 0         | 15        | 8,3       |
| Totale   | Totale   | Totale     | Totale     | 38       | 38       | 382      | 2043     | 25       | 75       | 5,3      | 17        | 132       | 0         | 15        | 7,8       |

Fonte: Georgia Bulldogs
In grassetto i record personali in carriera

## Carriera professionistica

### Las Vegas Raiders
White fu scelto nel corso del quarto giro (122º assoluto) del Draft NFL 2022 dai Las Vegas Raiders.
White firmò il suo contratto da rookie con i Raiders l'8 giugno 2022, un contratto quadriennale da 4,4 milioni di dollari con un bonus alla firma di 740.000 dollari e un'opzione di prolungamento per un quinto anno. White scelse di giocare col numero 35.

#### Stagione 2022
Il 4 agosto 2022 White esordì con i Raiders nella partita della Hall of Fame contro i Jacksonville Jaguars, risultando il secondo miglior running back della squadra.
Il 30 agosto 2022 White fu inserito nel roster attivo iniziale della squadra. Le premesse all'avvio della sua stagione da rookie erano di un ampio utilizzo considerato che dei due running back principali presenti in squadra uno, Kenyan Drake, era stato svincolato e all'altro, Josh Jacobs, non era stato prolungato il contratto in scadenza, mentre gli altri running back a disposizione erano i veterani Brandon Bolden e Ameer Abdullah e il rookie Brittain Brown.
White esordì da professionista nella NFL l'11 settembre 2022 nella gara della settimana 1 contro i Los Angeles Chargers persa per 24-19. Con le prestazioni di alto livello messe in campo da Josh Jacobs, che a fine anno risultò leader della lega per yard corse, White dovette accontentarsi di una ruolo di rincalzo, chiudendo con 70 yard corse in 14 presenze, nessuna delle quali come titolare.

#### Stagione 2023
White iniziò la stagione come riserva di Josh Jacobs, giocando solo qualche snap fino al quattordicesimo turno poi, con l'assenza di Jacobs per infortunio, giocò invece da titolare le ultime quattro partite stagionali. Nella sua prima partita da titolare in carriera, la gara del quindicesimo turno in cui i Raiders segnarono un record di franchigia di 63 punti contro i Los Angeles Chargers, White ebbe più di cinque tocchi per la prima volta in stagione, terminando la gara con 69 yard corse e il suo primo touchdown da professionista, oltre a tre ricezioni per 16 yard. Nella gara del turno successivo, la vittoria 20-14 contro i campioni in carica dei Kansas City Chiefs giocata nel giorno di Natale, White stabilì il suo record personale di 145 yard corse in una singola partita. A pochi minuti dal termine della gara inoltre fece una corsa di 43 yard, la sua più lunga in quel momento in carriera, azione che di fatto garantì la vittoria dei Raiders. Nella partita successiva, la sconfitta 20-23 nel penultimo turno contro gli Indianapolis Colts che sancí la matematica esclusione dei Raiders dai play-off, fece 20 corse per 71 yard e 5 ricezioni per 35 yard, guadagnando per la seconda gara di fila oltre 100 yard dalla linea di scrimmage. Nell'ultimo turno, la vittoria 24-17 contro i Denver Broncos,  White guadagnò per la terza gara di fila oltre 100 yard, correndone 112, e giungendo a quota 397 yard nelle quattro gare giocate da titolare al posto dell'infortunato Jacobs. Divenne il primo giocatore dei Raiders con due gare con almeno 100 yard corse nelle sue prime quattro partite da titolare.

#### Stagione 2024
Con l'addio alla squadra di Las Vegas di Josh Jacobs, White fu promosso nel ruolo di running back titolare per la stagione 2024.
Nella gara del primo turno, la sconfitta 10 a 22 subita contro i Los Angeles Chargers, White corse 14 volte per 44 yard guadagnate, con una media di 3,4 yard per corsa, e subì un fumble al termine del primo tempo. Il suo utilizzo nel secondo tempo di gara fu inferiore, tanto che a conclusione della partita l'altro running back Alexander Mattison giocò più snap di White, segnando per altro l'unico touchdown dei Raiders. White saltò per un problema all'inguine le gare di settimana 5 contro i Denver Broncos e di settimana 6 contro i Pittsburgh Steelers. Segnò il suo primo touchdown della stagione nella gara del nono turno, la sconfitta 24-41 contro i Cincinnati Bengals, con una corsa da una yard.
Dopo aver saltato le gare dal dodicesimo al quattordicesimo turno per un problema ad un quadricipite, il 10 dicembre 2024 White fu spostato in lista riserve/infortunati concludendo anzitempo la sua terza stagione da professionista, chiusa con otto presenze di cui cinque da titolare, con 183 yard corse per una media di 2,8 yard per corsa e un touchdown.

## Statistiche

### Stagione regolare
| Stagione | Stagione | Stagione | Stagione | Corse | Corse | Corse | Corse | Corse | Fumble | Fumble |
| Anno     | Squadra  | P        | PT       | Ten.  | Yard  | Media | Max   | TD    | Fum    | Persi  |
| -------- | -------- | -------- | -------- | ----- | ----- | ----- | ----- | ----- | ------ | ------ |
| 2022     | LV       | 14       | 0        | 17    | 70    | 4,1   | 22    | 0     | 0      | 0      |
| 2023     | LV       | 17       | 4        | 104   | 451   | 4,3   | 43    | 1     | 1      | 1      |
| 2024     | LV       | 8        | 5        | 65    | 183   | 2,8   | 17    | 1     | 2      | 2      |
| Totale   | Totale   | 39       | 9        | 186   | 704   | 3,8   | 43    | 2     | 3      | 3      |

Fonte: Football Database
Statistiche aggiornate alla stagione 2024

## Vita Privata
Quando la madre di White era al sesto mese di gravidanza, esso pesava 1 libbra (0,45 kg) e i medici consigliarono di interrompere la gravidanza ma la sua bisnonna si impose affinché fosse fatto nascere, anche se c'era un rischio elevatissimo che non sarebbe sopravvissuto. Nato con il labbro leporino e la palatoschisi,  alla nascita gli furono pronosticate due settimane di vita. Trascorse i primi tre mesi della sua vita in ospedale, avendo un problema ad un rene ed essendo sottoposto ad un intervento chirurgico per un'ernia.